# Due draghi per una cintura nera
Due draghi per una cintura nera (Double Dragon) è una serie televisiva a cartoni animati statunitense prodotta da DiC Entertainment nel 1993-1994 e basata sulla serie di videogiochi Double Dragon della Technos Japan Corporation.
La serie è stata trasmessa inizialmente su Italia 1 nel 1995 con la sigla italiana cantata da Marco Destro, e successivamente su reti locali dove fu mantenuta quella originale.

## Trama
I protagonisti sono i fratelli Billy e Jimmy Lee (il primo vestito di blu, il secondo di rosso), grandi esperti dell'arte marziale Sou-Setsu-Ryu (tecnica puramente inventata). Con l'aiuto di diversi combattenti alleati, e dotati di armi e corazze sempre più sviluppate con il passare degli episodi, i due fratelli si oppongono al terribile Shadow Master, deciso a terrorizzare la città con l'aiuto dei suoi sgherri. La serie è stata creata in contemporanea al videogioco picchiaduro Double Dragon V: The Shadow Falls.

## Doppiaggio
Il doppiaggio italiano è stato curato dallo Studio P.V. di Milano sotto la direzione di Ivo De Palma. L'adattamento dei dialoghi dell'edizione italiana sono stati effettuati da Ivo De Palma e Stefano Cerioni mentre la traduzione è stata affidata ad Anna Grisoni. Il mixing è stato effettuato da Davide Porro mentre il fonico di doppiaggio è stato Alessandro Baldi.
| Personaggio   | Doppiatore originale | Doppiatore italiano |
| ------------- | -------------------- | ------------------- |
| Billy Lee     | Michael Donovan      | Diego Sabre         |
| Jimmy Lee     | Scott McNeil         | Ivo De Palma        |
| Shadow Master | Jim Byrnes           | Pietro Ubaldi       |
| Marian Martin | Cathy Weseluck       | Veronica Pivetti    |
| Maestro       | French Tickner       | Maurizio Scattorin  |

## Episodi

### Prima stagione
| nº | Titolo italiano         | Titolo inglese        | Prima TV USA      | Prima TV Italia  |
| -- | ----------------------- | --------------------- | ----------------- | ---------------- |
| 1  | Il maestro drago        | The Shadow Falls      | 12 settembre 1993 | 9 settembre 1995 |
| 2  | La leggenda continua    | The Legend Begins     | 19 settembre 1993 |                  |
| 3  | L'insegnante di Tai-Chi | The Mistress of Chi   | 26 settembre 1993 |                  |
| 4  | Il prezzo dell'oblio    | The Price of Oblivion | 3 ottobre 1993    |                  |
| 5  | Fiume di lacrime        | River of Tears        | 10 ottobre 1993   |                  |
| 6  | Oltre la linea          | Over the Line         | 17 ottobre 1993   |                  |
| 7  | La rinascita            | Rebirth               | 24 ottobre 1993   |                  |
| 8  | Il giorno del giudizio  | Judgement Day         | 31 ottobre 1993   |                  |
| 9  | Caccia al drago         | Dragon Hunt           | 7 novembre 1993   |                  |
| 10 | Chiamata alle armi      | Call to Arms          | 14 novembre 1993  |                  |
| 11 | Salviamo Michael        | Heart of the Matter   | 21 novembre 1993  |                  |
| 12 | L'abisso                | The Abyss             | 28 novembre 1993  |                  |
| 13 | L'occhio del drago      | Eye of the Dragon     | 5 dicembre 1993   |                  |

### Seconda stagione
| nº | Titolo italiano         | Titolo inglese               | Prima TV USA      | Prima TV Italia |
| -- | ----------------------- | ---------------------------- | ----------------- | --------------- |
| 1  | L'ombra di Khan         | Shadow Khan                  | 11 settembre 1994 |                 |
| 2  | Gli artigli del drago   | Shadow Claw                  | 18 settembre 1994 |                 |
| 3  | Realtà virtuale         | Virtual Reality Bytes        | 25 settembre 1994 |                 |
| 4  | La forza della mente    | Doom Claw                    | 2 ottobre 1994    |                 |
| 5  | La banca dei cervelli   | Superhighway Warriors        | 9 ottobre 1994    |                 |
| 6  | La città sotterranea    | Undertown                    | 16 ottobre 1994   |                 |
| 7  | Lo spirito della spada  | Spirit in the Sword          | 23 ottobre 1994   |                 |
| 8  | La guerra delle ombre   | Shadow Conned                | 30 ottobre 1994   |                 |
| 9  | Gli occhi della libertà | The Sight of Freedom         | 6 novembre 1994   |                 |
| 10 | I guerrieri del terrore | The Ancients Arise           | 13 novembre 1994  |                 |
| 11 | Il risveglio del drago  | Return of the Shadowmonster  | 20 novembre 1994  |                 |
| 12 | Il guerriero drago      | Day of the Undertown Dragons | 27 novembre 1994  |                 |
| 13 | Una nuova droga         | RPM                          | 4 dicembre 1994   |                 |